# René Scheibenstock
René Scheibenstock, né le 20 septembre 1891 au Locle et mort le 14 février 1966 à Mohammédia, est un footballeur suisse évoluant au poste d'ailier gauche. Il passe cinq saisons au Stade helvétique de Marseille avant de rejoindre en 1915 l'Olympique de Marseille pour neuf saisons. Ses frères Andreas, Charley et Henri sont aussi footballeurs.
Il entraîne aussi l'Olympique de Marseille durant la saison 1927-1928.

## Palmarès
- Champion de France USFSA 1911 et 1913 avec le Stade helvétique de Marseille.
- Vice-champion de France USFSA 1910 avec le Stade helvétique de Marseille.